# SLC10A6
SLC10A6 (англ. Solute carrier family 10 member 6) – білок, який кодується однойменним геном, розташованим у людей на 4-й хромосомі. Довжина поліпептидного ланцюга білка становить 377 амінокислот, а молекулярна маса — 41 259.
| 10         |  | 20         |  | 30         |  | 40         |  | 50         |
| ---------- |  | ---------- |  | ---------- |  | ---------- |  | ---------- |
| MRANCSSSSA |  | CPANSSEEEL |  | PVGLEVHGNL |  | ELVFTVVSTV |  | MMGLLMFSLG |
| CSVEIRKLWS |  | HIRRPWGIAV |  | GLLCQFGLMP |  | FTAYLLAISF |  | SLKPVQAIAV |
| LIMGCCPGGT |  | ISNIFTFWVD |  | GDMDLSISMT |  | TCSTVAALGM |  | MPLCIYLYTW |
| SWSLQQNLTI |  | PYQNIGITLV |  | CLTIPVAFGV |  | YVNYRWPKQS |  | KIILKIGAVV |
| GGVLLLVVAV |  | AGVVLAKGSW |  | NSDITLLTIS |  | FIFPLIGHVT |  | GFLLALFTHQ |
| SWQRCRTISL |  | ETGAQNIQMC |  | ITMLQLSFTA |  | EHLVQMLSFP |  | LAYGLFQLID |
| GFLIVAAYQT |  | YKRRLKNKHG |  | KKNSGCTEVC |  | HTRKSTSSRE |  | TNAFLEVNEE |
| GAITPGPPGP |  | MDCHRALEPV |  | GHITSCE    |  |            |  |            |

A: Аланін

C: Цистеїн

D: Аспарагінова кислота

E: Глутамінова кислота

F: Фенілаланін

G: Гліцин

H: Гістидин

I: Ізолейцин

K: Лізин

L: Лейцин

M: Метіонін

N: Аспарагін

P: Пролін

Q: Глутамін

R: Аргінін

S: Серин

T: Треонін

V: Валін

W: Триптофан

Задіяний у таких біологічних процесах, як транспорт іонів, транспорт, транспорт натрію, симпортний транспорт. 
Білок має сайт для зв'язування з іоном натрію. 
Локалізований у мембрані.